# Coyote (serie de televisión)
Coyote es una serie de televisión de drama estadounidense producida por Paramount Network y Sony Pictures Televisión para CBS, estrenó el 7 de enero de 2021.

## Sinopsis
El agente Ben Clemens, quien, el día de su retiro obligatorio de la Patrulla Fronteriza de los Estados Unidos, descubre un túnel ilícito utilizado para transportar productos del mercado negro a los Estados Unidos desde México. Esto pronto pone a Clemens en la mira del cerebro criminal que ha pasado su carrera tratando de destruir.

## Reparto

### Principales
- Michael Chiklis como Ben Clemens
- Juan Pablo Raba como El Catrin
- Adriana Paz como Silvia
- Kristyan Ferrer como Chayo
- Octavio Pisano como Sultán
- Cynthia Kaye McWilliams como Holly Vincent
- Julio Cedillo como Neto

### Recurrentes
- Mark Feuerstein como Frank Kerr
- Kelli Williams como Jill Kerr
- Daniel Mora como Mazo Zamora
- Emy Mena como María Elena Flores
- George Pullar como Garrett Cox
- Amy Forsyth como Kate Clemens
- Ross Phillips como Jack Conway
- Romina D'Ugo como Esme Gallo
- Bobby Daniel Rodríguez como Lugo Peralta
- Natalia Cordova-Buckley como Paloma Zamora
- José Pablo Cantillo como Javi López
- Drew Powell como Javi López

## Producción

### Desarrollo
El 1 de mayo de 2019, se anunció que Paramount Network había puesto en desarrollo un proyecto televisivo titulado Coyote creada por Michelle MacLaren. Además, Michael Chiklis se desempeñaría como productor ejecutivo. El 26 de junio de 2019, se anunció que la serie recibió luz verde a una primera temporada de diez episodios, debido a la pandemia COVID19 ocurrido en el 2020 se redujo a sólo 6 episodios; David Graziano, Michael Carnes y Josh Gilbert se desempeñarían como guionistas y productores ejecutivos, con Graziano siendo showrunner, y que Mike Richardson, Keith Goldberg y Rebecca Hobbs también serían productores ejecutivos. El 3 de diciembre de 2019, se anunció que MacLaren se desempeñaría como directora en el episodio piloto y productora ejecutiva.

### Casting
El 1 de mayo de 2019, se anunció que Chiklis fue elegido en el rol principal. El 19 de noviembre de 2019, se anunció que Juan Pablo Raba fue elegido en un rol principal. El 3 de diciembre de 2019, se anunció que Adriana Paz, Kristyan Ferrer, Octavio Pisano, Cynthia Kaye McWilliams y Julio Cedillo fueron elegidos en roles principales. El 6 de febrero de 2020, se anunció que Mark Feuerstein, Kelli Williams, Daniel Mora, Emy Mena, George Pullar, Amy Forsyth, Ross Phillips, Romina D'Ugo, Bobby Daniel Rodriguez, Natalia Cordova-Buckley, José Pablo Cantillo y Drew Powell fueron elegidos en roles recurrentes.

### Rodaje
La serie se filma en el norte de la Península de Baja California.